# Ad Windig
Adrianus (Ad) Windig (Heemstede, 8 november 1912 - Callantsoog, 9 maart 1996) was een Nederlands fotograaf, met als voornaamste werkveld documentaire fotografie en fotoreportages in binnen- en buitenland.

## Eerste schreden
Ad Windig kreeg rond zijn dertiende van zijn vader zijn eerste camera, een Ernemann platencamera. Na de HBS werkte Windig enige tijd als assurandeur in de zaak van zijn vader maar daarn nam hij eind jaren dertig ontslag om te gaan werken voor de Oxford Movement (later: Morele Herbewapening). Als amateurfotograaf maakte hij opnamen van de bijeenkomsten. Na het zien van de tentoonstelling Foto '37 in het Stedelijk Museum in Amsterdam besloot Windig fotograaf te willen worden. Daartoe volgde hij lessen bij Emmy Andriesse en Carel Blazer.

## Fotografische activiteiten in de Tweede Wereldoorlog

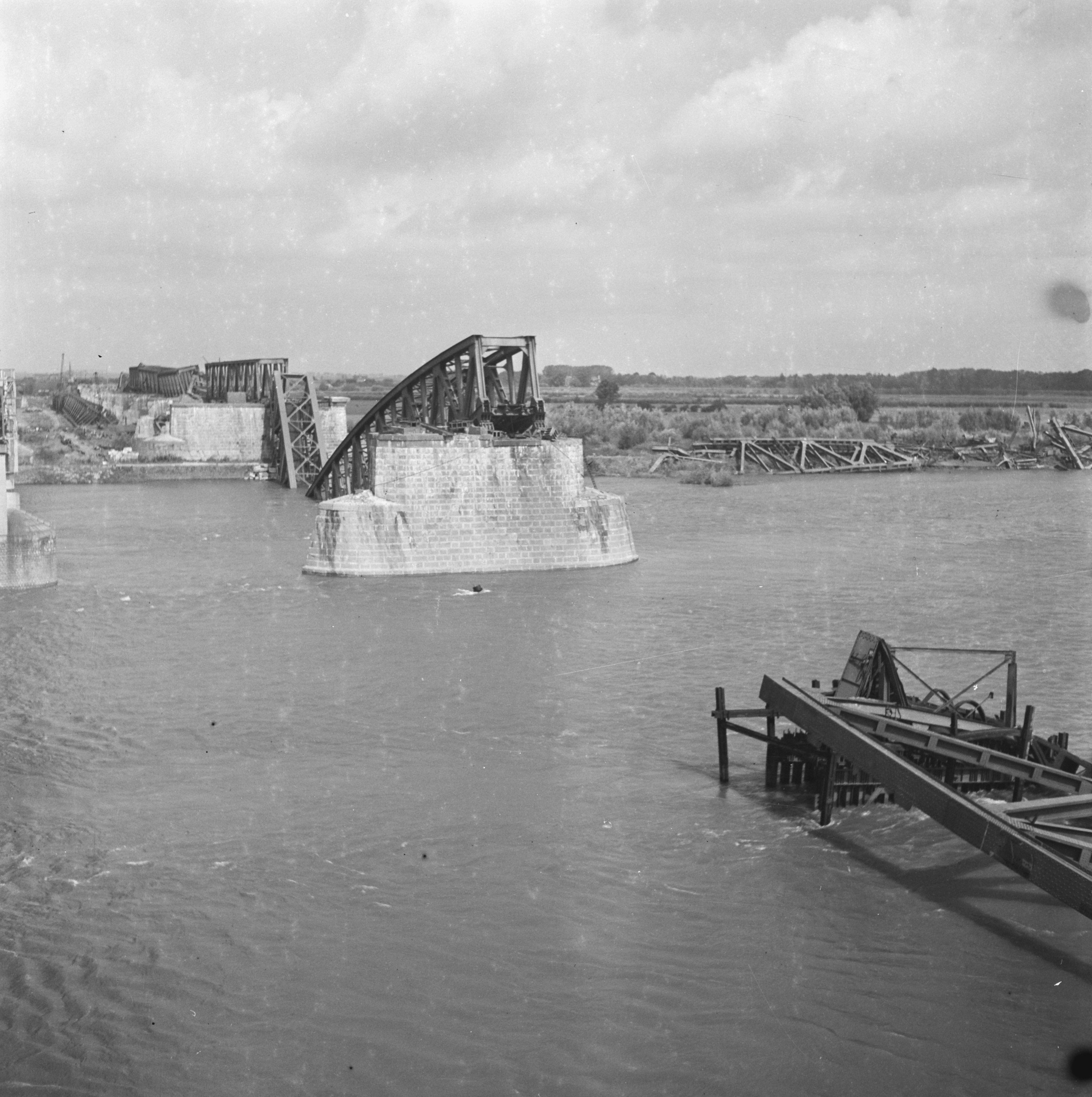
Vernietigde Moerdijkbruggen
(foto Ad Windig, 1945)

In 1942 kwam zijn eerste werk in boek uit: Uit de werkplaatsen der beeldhouwers, met tekst van L.P.J. Braat. Tijdens de bezetting maakte Windig samen met Annelies Romein (1925-2007) pasfoto's voor valse persoonsbewijzen voor onderduikers. Hij werd driemaal gearresteerd. Windig kwam met Kryn Taconis in aanraking met de fotografen die later bekend werden onder de naam de Ondergedoken Camera. Ook zijn echtgenote, Annebet Stam, met wie Windig in 1943 was getrouwd fotografeerde ' illegaal' , met een verborgen Rolleiflex. Twee weken voor de bevrijding werden Ad en Annebet opgepakt. Ad Windig kon ontsnappen, Annebet werd niet lang daarna vrijgelaten.

## Reportages en activiteiten
Na de oorlog behoorde Windig tot de oprichters van de vakgroep fotografen van de Vereeniging van Beoefenaars der Gebonden Kunstenaars, de GKf. 
Hij legde de wederopbouw vast in een humanistisch documentaire stijl.
In de tweede helft van de jaren veertig maakte Windig in opdracht van ABC press fotoreportages in het Ruhrgebied (1945-46), reisde hij naar Parijs waar hij Brassaï en Izis ontmoette, en werkte hij een tijd samen met Carel Blazer. In 1948 nam Windig deel aan de tentoonstelling Foto '48 in het Stedelijk Museum in Amsterdam.
Na te zijn gescheiden van Annebet Stam trouwde Ad Windig in 1950 met Anna van Dijkhuizen. Zij kregen drie zonen: Roeland (1949), René Windig (1951) en Michael (1954). Zoon Michael Windig werd laborant en (mede)eigenaar van Fotovaklaboratorium De Verbeelding in Volendam. 
In de daarop volgende jaren maakte Windig reportages en portretten voor verschillende opdrachtgevers, ook in het buitenland, en werkte hij regelmatig voor korte perioden samen met andere fotografen, onder wie Paul Huf en Philip Mechanicus.
Windig was meerdere malen bestuurslid van de Gkf. 

## Waardering
In 1984 vond in het Stedelijk Museum te Amsterdam een overzichtstentoonstelling van het werk van Ad Windig plaats. 
Op 20 juni 1992 kreeg Windig in het Centraal Museum in Utrecht de eerste Oeuvreprijs van het Fonds voor beeldende kunsten, vormgeving en bouwkunst (50.000 gulden) uitgereikt. In hetzelfde jaar was er een tentoonstelling in het Verzetsmuseum in Amsterdam gewijd aan zijn foto's uit de bezettingstijd en erna, getiteld Bezetting en Bevrijding.

## Collectie
Het complete archief van Windig is bewaard gebleven en wordt beheerd door het Maria Austria Instituut in Amsterdam.
- Biografisch Portaal: 60891998
- Gemeinsame Normdatei: 118930354
- International Standard Name Identifier: 0000 0000 2913 2390
- Library of Congress Control Number: n90717887
- Nederlandse Thesaurus van Auteursnamen: 074182722
- PIC: 273244
- RKD-Nederlands Instituut voor Kunstgeschiedenis: 84910
- Système universitaire de documentation: 227436091
- Virtual International Authority File: 49943733
- WorldCat: E39PBJf4dqyfVYvDRJc6c46dwC